# Theeplukopera
Een theeplukopera is een vorm van Chinese opera afkomstig uit het zuiden de provincie Jiangxi en vooral op de berg Jiulong Shan. Daar werden vroeger veel theeplanten verbouwd, en tijdens het oogsten (plukken van theebladeren) werden liederen gezongen. Het zingen van liederen maakte het monotone werk aangenamer.
Deze liederen vormden de bron van de theeplukopera die nu door de Hakkanezen wordt uitgevoerd. Theeplukopera is dus een vorm van hakka-opera geworden. Hakkanezen op Taiwan kennen de theeplukopera vanaf het eind van de Qing-dynastie. In de jaren zestig van de 20e eeuw begon men in Taiwan met verfilmingen van Hakkase theeplukopera. Verder zijn er nog meer regionale varianten van de theeplukopera.